# Maartje Goderie
Maartje Goderie (ur. 5 kwietnia 1984) – holenderska hokeistka na trawie. Dwukrotna złota medalistka olimpijska.

## Kariera sportowa
W reprezentacji Holandii debiutowała w 2003. Brała udział w dwóch igrzyskach (IO 08, IO 12), na obu zdobywała złote medale; w 2008 zdobyła bramkę w wygranym 2:0 finale z Chinami. Z kadrą brała udział m.in. w mistrzostwach świata w 2006 (tytuł mistrzowski) i 2010 (srebro) oraz kilku turniejach Champions Trophy (zwycięstwa w 2004, 2005, 2007) i mistrzostw Europy (złoto w 2005 i 2011). Łącznie w kadrze rozegrała 107 spotkań (7 goli).